# František Novák
František Novák (Sokoleč, 26 agosto 1902 – Parigi, 27 aprile 1940) è stato un aviatore e militare cecoslovacco, pilota militare ed acrobatico.

## Biografia
František Novák nasce in una povera famiglia contadina del villaggio di Sokoleč, vicino a Poděbrad, il 26 agosto 1902. Durante la giovinezza lavora come fabbro, prima in Moravia e poi a Praga. Il 10 febbraio 1922 entra a far parte delle guardie di frontiera, assegnato al 1º Battaglione di Děčín. Il 15 aprile 1923 si arruola nell'esercito, entrando nell'aviazione militare. Svolge il corso di pilotaggio presso la scuola di volo di Cheb, dove diviene allievo di František Malkovský. Termina il corso con il grado di caporale. Il 22 settembre dello stesso anno viene assegnato alla 2ª Compagnia del 1º Reggimento d'Aviazione di Praga, dove presta servizio per i due anni seguenti. Il 21 luglio 1924 viene promosso sergente pilota, ed il 10 gennaio 1926 sergente maggiore. Tra il 1º luglio ed il 17 agosto 1931 completa un corso di addestramento al volo notturno e strumentale presso l'LP 6 di Praga.
La sua prima esibizione acrobatica in pubblico avviene nel 1932 quando, insieme ad alcuni colleghi, viene scelto per rappresentare l'aviazione cecoslovacca nel meeting aeronautico di Varsavia, in Polonia. In questa occasione si classifica al secondo posto, e fu soprattutto grazie a lui che la squadra cecoslovacca divenne vincitrice del raduno aeronautico.
Dopo questa prestazione rientrò nella media dei piloti, ottenendo solo una vittoria al Kašparově memoriálu, gara nazionale di velocità.
Il 10 giugno 1934 ottiene la promozione a maresciallo. Nello stesso anno diventò l'idolo del pubblico cecoslovacco quando si classificò al quarto posto nella gara di acrobazia aerea tenutasi al raduno aeronautico di Vincennes, in Francia. Da allora le sue performance acrobatiche furono le migliori che la Češkoslovenske Vojenske Letectvo potesse offrire al pubblico. Nel 1934 vinse le gare di Vienna, Linz, Praga, Bucarest ed una in Portogallo. Durante l'esibizione portoghese nacque una vera e propria leggenda, per altro mai confermata. Dopo la gara il team acrobatico cecoslovacco invitò quello portoghese a prendere il caffè, ad esso si unì il Presidente della Repubblica, generale António Óscar Carmona, che aveva ammirato la splendida esibizione di Novák e voleva conoscerlo. Il 21 gennaio 1935 ottiene la nomina a sottotenente.
Il 15 luglio 1936 arrivò in visita a Praga una delegazione militare sovietica. Per l'occasione un trio di piloti acrobatici, composto da František Novák, Josef Hubáček e Petr Široký, si esibirono in uno spettacolo di alta acrobazia. La delegazione sovietica rimase così colpita dallo spettacolo offerto da invitare il trio di piloti ad esibirsi in Unione Sovietica.
Nell'agosto 1936 Novák partecipa alle Olimpiadi di Berlino. La gara di acrobazia aerea viene vinta dal pilota tedesco Otto von Hagenburg, ma al secondo, terzo e ottavo posto si piazzarono i piloti cecoslovacchi (in ordine Petr Široký, František Novák e Josef Hubáček, tutti su Avia B-122). Durante la cena di gala che seguì alla gara il comandante della Luftwaffe, Hermann Göring, ebbe al suo tavolo von Hagenburg e i primi due aviatori cecoslovacchi, cosa che non gli fu affatto gradita.  Nel mese di settembre dello stesso anno una formazione di tre addestratori Avia Ba-122, accompagnati da un Fokker F.VII, intrapresero un viaggio che, via Romania, li portò in Unione Sovietica. Gli aviatori cecoslovacchi si esibirono a Odessa, Mosca e Kiev, suscitando grande entusiasmo tra gli ufficiali militari, i funzionari governativi e gli appassionati di aviazione locali. L'intera spedizione durò 26 giorni.
Negli anni seguenti vinse numerose gare internazionali, in particolare il raduno acrobatico che ebbe luogo sull'aeroporto di Dübendorf, nei pressi di Zurigo, nel 1937. In questa occasione il team cecoslovacco occupò tre dei primi quattro posti. Novák dopo una spettacolare esibizione si classificò al secondo posto, Široký al terzo e Hubáček al quarto. Il 1º agosto 1937 venne promosso tenente. Dal 1º gennaio 1938 al 30 settembre dello stesso anno comandò il 44th Fighter Squadron, basato sull'aeroporto di Praga-Kbely, ed equipaggiato con i caccia Avia B-534 e Bk-534. Il 23 settembre, nel timore di un'invasione tedesca, il governo del generale Jan Syrový emise il decreto di mobilitazione generale. In seguito alla Conferenza di Monaco la Cecoslovacchia dovette cedere parte del suo territorio alla Germania.
Il 12 marzo 1939 Novák si esibì per l'ultima volta sull'aeroporto di Ruzyne. Il 15 marzo i tedeschi, dopo aver ottenuto l'ordine di resa dell'esercito cecoslovacco dal Presidente della Repubblica Emil Hácha, invasero la Cecoslovacchia, occupandola interamente. Le autorità tedesche congedarono tutti gli aviatori cecoslovacchi, tranne František Novák, destinato a diventare istruttore di volo nella Luftwaffe. Novák, tuttavia, respinse l'offerta e insieme a molti altri aviatori cecoslovacchi fuggì all'estero.
Ai primi di luglio del 1939, insieme al tenente colonnello František Langer e al sergente Josef Hubáček, attraversò il confine tra Moravia e Polonia a Ostrava.
I tre piloti raggiunsero dapprima Cracovia e successivamente il porto di Gdynia, dove si imbarcarono per la Francia. Arrivarono a Parigi il 1º agosto e Novák fu uno dei primi piloti cecoslovacchi ammessi nell'Armée de l'air. Allo scoppio della Seconda guerra mondiale prestò servizio come istruttore di volo sulla base aerea di Chartres. Durante il soggiorno in Francia fu afflitto da problemi allo stomaco, ma continuò ad addestrare i piloti. Solo le ripetute pressioni dei colleghi fecero che Novák si decidesse a farsi ricoverare in ospedale a Parigi per essere operato. Purtroppo dopo la dimissione dall'ospedale ignorò le raccomandazioni dei medici che gli consigliavano un lungo periodo di riabilitazione. Recatosi a Chartres iniziò subito a volare ed a ad addestrare i nuovi piloti a Chartres. Ciò si rivelò fatale, i punti di sutura chirurgici cuciti sulla recente ferita scoppiarono, ed egli non riuscì a scendere dal suo aereo senza assistenza. Fu immediatamente portato in un ospedale di Parigi, dove si tentò di rimediare ai problemi chirurgici con una seconda operazione, ma in seguito all'insorgere di complicazioni mediche Novák si spense il 27 aprile 1940. Dopo la sua morte il governo cecoslovacco in esilio lo promosse postumo al rango di capitano (con effetto dal 28 ottobre 1938), capitano di stato maggiore (con effetto dal 28 gennaio 1942), e maggiore (a partire dal 28 ottobre 1942).

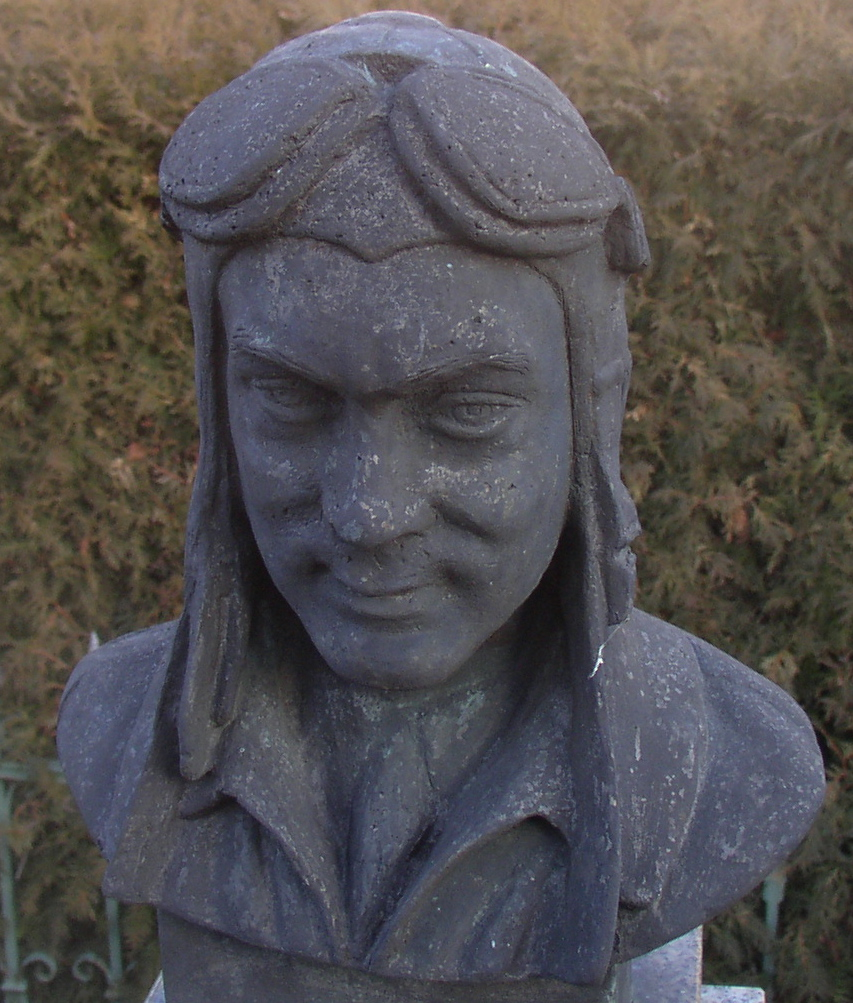
Busto di František Novák situato nella sua città natale, Sokoleč.

Venne sepolto in terra di Francia, in un piccolo cimitero parigino, alla presenza del suo antico compagno di acrobazie Josef Hubáček. A partire dal 1963 la salma venne tumulata nel Cimitero di guerra cecoslovacco di Arras. Il suo ultimo desiderio, espresso prima di morire, era di essere riportato in Cecoslovacchia. In occasione del 100º anniversario della sua nascita i suoi resti furono riesumati il 10 agosto 2002 e trasferiti nella Repubblica Ceca a bordo di un velivolo da trasporto militare Antonov An-26. Il 24 agosto dello stesso anno, alla presenza di numerosi veterani e membri del comando dell'esercito della Repubblica Ceca, Novák venne sepolto nel cimitero di Sokoleč, suo paese natale, che per l'occasione gli intitolò la locale scuola elementare.

### Riviste
- Kolektiv: Vojenské osobnosti československého odboje 1939-1945, AVIS, Praha 2005
- Letectví+Kosmonautika Speciál č.10
- Letectví+Kosmonautika č.8/2008
- Letectví 2/1946